# Prowincja Bolonia
Prowincja Bolonia (wł. Provincia di Bologna) – prowincja we Włoszech. 
Nadrzędną jednostką podziału administracyjnego jest region (tu: Emilia-Romania), a podrzędną jest gmina.
Działała do 31 grudnia 2014.
Liczba gmin w prowincji: 59.